# Hrabstwo Victoria (Teksas)

Piramida wieku hrabstwa

Hrabstwo Victoria – hrabstwo położone w USA w stanie Teksas. Utworzone w 1836 r. Siedzibą hrabstwa jest miasto Victoria.

## Miasta
- Victoria

## CDP
- Bloomington
- Inez
- Placedo
- Quail Creek